# OEIS
OEIS, sigla em inglês de On-Line Encyclopedia of Integer Sequences, é uma extensa base de dados, que registra sequências de números inteiros disponível livremente na Internet.
O arquivo possui uma ferramenta de busca, em que o usuário entra com alguns números em sequência e recebe de volta as possíveis sequências. Outras opções de entrada são possíveis, por exemplo textos descritivos ("Mersenne", para obter os números de Mersenne).
Cada sequência é identificada por um código do tipo A000027 (esta é a sequência dos números naturais positivos).
Nem todas as sequências são matemáticas, por exemplo A058317 é a sequência (limitada) do número de neutrons do isótopo mais estável de cada elemento químico.

## Exemplos
- A000040 - números primos entre si
- A000045 - números de Fibonacci
- A001097 - números primos gêmeos